# Minnie Pearl

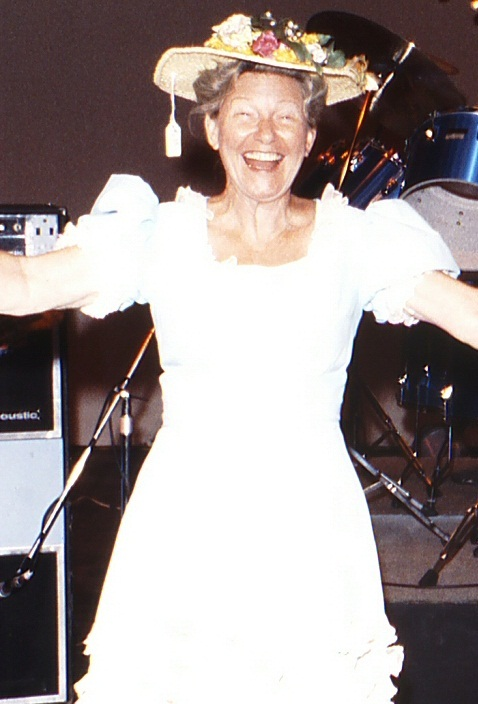
Minnie Pearl

Minnie Pearl (* 25. Oktober 1912 als Sarah Ophelia Colley in Centerville, Tennessee; † 4. März 1996 in Nashville, Tennessee) war eine Country-Komikerin, die mit der Fernsehshow Hee Haw bekannt wurde und mehr als 50 Jahre lang Mitglied der Grand Ole Opry war. Ihr Markenzeichen war ein großer Hut, an dessen Seite ein Preisschild mit der Aufschrift „$1.98“ hing.

## Karriere
Ihre ersten professionellen Engagements bekam Sarah Colley von der Wayne P. Sewell Production Company, die Stücke und Musicals in kleineren Orten im Südosten der USA auf die Bühnen brachte. Während der Produktion einer Musicalkomödie in Baileyton, Alabama, traf Colley eine Frau aus der ländlichen Gegend, die das Vorbild für ihr Bühnen-Alter-Ego „Cousine Minnie Pearl“ wurde. Ihren ersten Auftritt als Minnie Pearl hatte sie 1939 in Aiken, South Carolina; am 30. November 1940 trat sie zum ersten Mal in der Grand Ole Opry auf.
Ihre komödiantischen Darbietungen waren liebevolle Satiren auf ihre Heimatstadt Centerville, sie selbst stellte sich stets als „männerhungrige“ unverheiratete Frau dar, und oft kamen ihre fiktiven Verwandten wie „Onkel Nabob“ und ihr „Bruder“ vor. Im wahren Leben war sie von 1947 bis zu ihrem Tod mit Henry Cannon verheiratet. Minnie Pearl sang auch komödiantische Lieder, einige davon wurden als Singles veröffentlicht, wie z. B. How to Catch a Man oder Giddyup Go—Answer, der Minnie Pearls einziger Hit wurde. Der Titel erreichte 1966 Platz 10 der C&W-Charts. Der Ausruf „How-deeee! I'm just so proud to be here!“ wurde zu ihrem Markenzeichen, ebenso wie ein großer Strohhut mit Seidenblumen, von dem sie das Preisschild "$1.98" zu entfernen „vergessen“ hatte, das fortan an dessen Seite hing.
Minnie Pearl war von 1969 bis 1991 einer der Stars in der bekannten Samstagabendshow Hee Haw, mehr als 50 Jahre Mitglied der Grand Ole Opry und trat dort an der Seite von Stars wie Hank Williams, Tennessee Ernie Ford, Roy Acuff oder Red Foley auf. 1975 wurde sie in die Country Music Hall of Fame aufgenommen.
Im Foyer des Ryman Auditoriums (in dem bis 1974 die Grand Ole Opry beheimatet war) steht eine Bronzeplastik, die Minnie Pearl und ihren Freund Roy Acuff auf einer Bank sitzend zeigt.

## Einfluss
Pearl hat viele der alten Country-Musiker beeinflusst, allen voran Hank Williams, dem sie nahezu mütterlich zugetan war, aber auch die jüngere Generation weiblicher Country-Sänger, da Pearl als eine der ersten Geschäftsfrauen überhaupt und auch eine der ersten Frauen im Showgeschäft als Vorbild galt. Auch gilt Pearl als Wegbereiterin des ländlichen Humors, in ihre Fußstapfen traten Komiker wie Jerry Clower, Jeff Foxworthy, Bill Engvall, Ron White und Daniel Lawrence ("Larry the Cable Guy") Whitney.

## Soziales Engagement
In späteren Jahren gründete sie nach einer überstandenen Brustkrebserkrankung die „Minnie Pearl Cancer Foundation“, eine gemeinnützige Institution im Bereich der Krebsforschung. Diverse Onkologiezentren, die „Sarah Cannon Cancer Center“ sowie ein Forschungszentrum tragen heute ihren Namen.

## Tod
Sarah Cannon starb im Alter von 83 Jahren an den Folgen eines Schlaganfalls. Sie wurde auf dem Mount-Hope-Cemeterey in Franklin, Tennessee beigesetzt.

## Veröffentlichungen
| Titel                                                                   | Medium          | Publisher/Studio    |         |
| ----------------------------------------------------------------------- | --------------- | ------------------- | ------- |
| Howdy!                                                                  | Tonaufnahme     | Sunset              | 1950    |
| Minie Pearl's Diary                                                     | Buch            | Greenberg           | 1953    |
| Country Western Caravan                                                 | Tonaufnahme     | RCA Vicor           | 1954    |
| Minnie Pearl's Christmas at Grinder's Switch (mit Tennessee Ernie Ford) | Buch            | Abingdon Press      | 1963    |
| America's Beloved Minnie Pearl                                          | Tonaufnahme     | Starday             | c. 1965 |
| History Repeats Itself (mit Buddy Starcher)                             | Tonaufnahme     | Starday             | c. 1967 |
| I Didn't Jump the Fence (mit Red Sovine)                                | Sound recording | Starday             | c. 1968 |
| Hall of Fame (Vol. 9)                                                   | Tonaufnahme     | Starday             | c. 1969 |
| Giddyup Go Answer from LP Various Artists Thunder on the Road           |                 | Starday SLP-386     | 1966    |
| Minnie Pearl Cooks                                                      | Buch            | Aurora Publishers   | 1970    |
| Live at the Grand Ole Opry (mit Hank Williams)                          | Tonaufnahme     | MGM                 | 1976    |
| Minnie Pearl: An Autobiograph (mit Joan Dew)                            | Buch            | Simon and Schuster  | 1980    |
| Christmas At Grinder's Switch (mit Roy Acuff)                           | Buch            | Abingdon Press      | 1985    |
| Best Jokes Minnie Pearl Ever Told (Plus a Few She Overheard!)           | Buch            | Rutledge Hill Press | 1999    |